# Réalisme de Cornell
Pour les articles homonymes, voir Cornell.
Le réalisme de Cornell est un courant en méta-éthique associé aux travaux de Richard Boyd, Nicholas Sturgeon et David Brink, titulaire d'un Ph.D. de l'université Cornell mais qui n'y a jamais enseigné. Il n'existe aucun exposé officiel du réalisme de Cornell (Moral Realism and the Foundation of Ethics de Brink s'en approche), mais les thèses suivantes sont généralement attribuées à ce courant : réalisme moral, externalisme motivationnel, et non-réductionnisme. 

## Réalisme moral
Il existe des faits moraux indépendants de l'esprit et donc objectifs dont l'objet des jugements moraux est de les décrire. Cela associe des vues cognitivistes relatives aux jugements moraux (ce sont des états mentaux comparables à des croyances dont le but est de décrire le monde tel qu'il est), un point de vue à propos de l'« existence » de fait moraux (ils existent effectivement) et un point de vue relatif à la « nature » des faits moraux (ils sont objectifs : indépendants de la connaissance que nous en avons ou de notre position à leur endroit etc.). Cela contraste avec les théories expressivistes du jugement moral (e.g., Stevenson, Hare, Blackburn, Gibbard), le déni des erreurs théorétiques/fictionnalistes de l'existence des faits moraux (par exemple J. L. Mackie, Richard Joyce et Mark Kalderon) et les théories constructivistes ou relativistes de la nature des faits moraux (par exemple Firth, Rawls, Korsgaard, Harman).

## Externalisme motivationnel
Les jugements moraux n'ont nullement besoin d'une force de motivation. Une façon courante d'expliquer la thèse invoque l'argument selon lequel les amoralistes sont possibles, c'est-à-dire qu'il pourrait y avoir quelqu'un qui énonce des jugements moraux sans ressentir la moindre motivation correspondante. Cela donne aux réalistes de Cornell une réponse simple aux arguments de David Hume contre le cognitivisme : si les jugements moraux ne disposent pas de force de motivation, il n'y a aucune raison de penser que ce sont des états non-cognitifs. Quelques auteurs, comme David Brink, ajoutent à cette externalisme motivationnel un externalisme relatif aux raisons normatives qui nie qu'il y ait un lien ou relation nécessaire entre ce que l'on a des raisons de faire et ce que l'on est motivé à faire (ou serait motivé à faire si l'on était totalement rationnel et connaissait tous les faits).

## Non-réductionnisme naturaliste relatif à la métaphysique
Les faits moraux sont des faits naturels qui relèvent du domaine des sciences naturelles et sociales. Mais bien qu'ils ne sont pas super naturels (comme dans la théorie du commandement divin) ni non naturels (comme dans les Principia Ethica  de Moore ou semblables à l'image de Mackie d'un monde réaliste), ils ne peuvent être réduits à des faits naturels non-moraux. Autrement dit, si les faits moraux sont des faits naturels et surviennent sur des faits naturels non-moraux, ils ne peuvent être identifiés à des faits naturels non-moraux (voir par exemple An Introduction to Contemporary Metaethics de Miller).

## Non-réductionnisme relatif à la sémantique
Il n'existe aucune connexion réductrice entre les termes et concepts « moraux » et les termes et concepts « naturels ». Cela donne aux réalistes de Cornell une réponse simple à l'accusation que l'on ne peut avoir de naturalisme sans paralogisme naturaliste : à savoir que la réduction métaphysique n'implique pas une réduction sémantique. Cela va généralement avec l'histoire sémantique de Kripke et Putnam : les termes et concepts moraux choisissent certaines propriétés naturelles parce que ces propriétés se trouvent dans une relation (socio-historique) causale appropriée (en) à nos compréhensions des termes et des concepts.

## Source de la traduction
- (en) Cet article est partiellement ou en totalité issu de l’article de Wikipédia en anglais intitulé « Cornell realism » (voir la liste des auteurs).